# 尼洛·图尔基拉
尼洛·图尔基拉（芬蘭語：Niilo Turkkila，1921年3月22日—2012年8月25日），芬兰男子摔跤运动员。他曾代表芬兰参加赫尔辛基举办的1951年世界摔跤锦标赛，获得男子自由式57公斤级银牌。